# Ricardo Henning
Ricardo Henning (Buff Bay, 22 september 2000) is een Duitse voetballer met Jamaicaanse roots die als verdediger speelt. Hij staat onder contract bij de Kroatische ploeg HNK Vukovar 1991.

## Clubcarrière
Henning speelde voor het tweede elftal van de Duitse club 1. FC Köln vijfenzeventig wedstrijden in de Regionalliga West. Op 27 juli 2023 tekende hij, na een succesvolle stage, een tweejarig contract bij FC Den Bosch. Henning maakte op 11 augustus 2023 zijn competitiedebuut in de derby tegen TOP Oss, die de Bossche club met 1-0 won. Zijn eerste doelpunt voor FC Den Bosch maakte Henning op 3 mei 2024. Als invaller scoorde hij in de vijfenzeventigste minuut de 1-2 in het thuisduel met FC Emmen. In zijn tweede jaar in Noord-Brabant kwam de Duitser, geplaagd door blessures, in de eerste seizoenshelft geen enkele minuut in actie. Op 29 januari 2025 maakte FC Den Bosch bekend dat het contract van verdediger in goed overleg is ontbonden.
Hij tekende vervolgens een contract bij het Kroatische HNK Vukovar 1991.